# بازمانده (سری تلویزیونی)
بازمانده' (به انگلیسی: Survivor) یک برنامه تلویزیونی واقع‌نما است. این برنامه در ماه مه ۲۰۰۰ در کانال سی بی اس  شروع شد.
در این برنامه گروهی از افراد در یک محل منزوی مانند جزیره قرار داده می‌شوند. این افراد در دو گروه مختلف قرار می‌گیرند و هیچ امکان رفاهی در اختیارشان نیست و هر گروه باید خودشان سعی کنند از محیط غذایشان را تهیه کنند برای خودشان جایی برای اقامت تدارک ببینند. دو گروه در مسابقات مختلف شرکت می‌کنند، پاداش گروه برنده این است که تمام افراد گروه در مسابقه بعدی شرکت خواهند کرد و گروه بازنده یکی از افرادشان را از طریق رای سایر افراد گروه‌شان از دست می‌دهند. مسابقات و حذف افراد بدین ترتیب ادامه می‌یابد تا اینکه فقط یک‌نفر در نهایت باقی می‌ماند که مبلغ یک میلیون دلار برنده خواهد شد.
این سریال در جشنواره جوایز امی در سال ۲۰۲۴ به عنوان بهترین مسابقه تلویزیونی کاندید شد.